# Genlisea sanariapoana
Genlisea sanariapoana este o specie de plante carnivore din genul Genlisea, familia Lentibulariaceae, ordinul Lamiales, descrisă de Julian Alfred Steyermark. Conform Catalogue of Life specia Genlisea sanariapoana nu are subspecii cunoscute.